# Informační a poradenské centrum ZČU
Informační a poradenské centrum ZČU (dále IPC) je celouniverzitním pracovištěm Západočeské univerzity v Plzni spadajícím pod úsek prorektora pro studijní a pedagogickou činnost. Založeno bylo v listopadu 2006. Stávajícím studentům a absolventům nabízí studijní, sociální, psychologické, právní a kariérové poradenství. Poradenští pracovníci pomáhají klientům s řešením problémů a překonáváním nesnází v osobním, studijním nebo profesním životě. IPC zajišťuje také služby uchazečům o studium a studentům ZČU se specifickými potřebami, a to s ohledem na charakter a míru jejich postižení/znevýhodnění s cílem kompenzovat důsledky znevýhodnění těchto osob v souvislosti se studiem. Dále se v rámci speciální poradny zaměřuje na zahraniční studenty, kteří studují v českých studijních programech.
IPC je celouniverzitním kontaktním útvarem v agendě poplatků za studium, ubytovacích a sociálních stipendií. Rovněž spravuje prostor Kulturky ZČU v centru města a B-room ZČU v hlavním univerzitním kampusu na Borských polích a dlouhodobě spolupracuje se základními a středními školami, organizacemi a institucemi v Plzeňském a Karlovarském kraji.

## Prostory centra

### Bezbariérová univerzita
Budovy Západočeské univerzity v Plzni, ve kterých probíhá výuka, jsou vybaveny bezbariérovými přístupy. Ve všech budovách jsou v provozu bezbariérová sociální zařízení. Pro ubytování tělesně postižených studentů jsou k dispozici pokoje s bezbariérovým přístupem a upraveným sociálním zařízením na kolejích Klatovská. Zcela bezbariérově je upravena menza v kampusu Borská pole, přístupná je i menza v budově Kollárova. IPC provozuje bezbariérový web studentskeotazniky.zcu.cz.
Pro lepší orientaci znevýhodněných osob v univerzitních budovách byla vytvořena bezbariérová mapa ZČU.

### Kulturka & B-room
IPC spravuje 2 univerzitní prostory: Kulturku a místnost zvanou B-room.

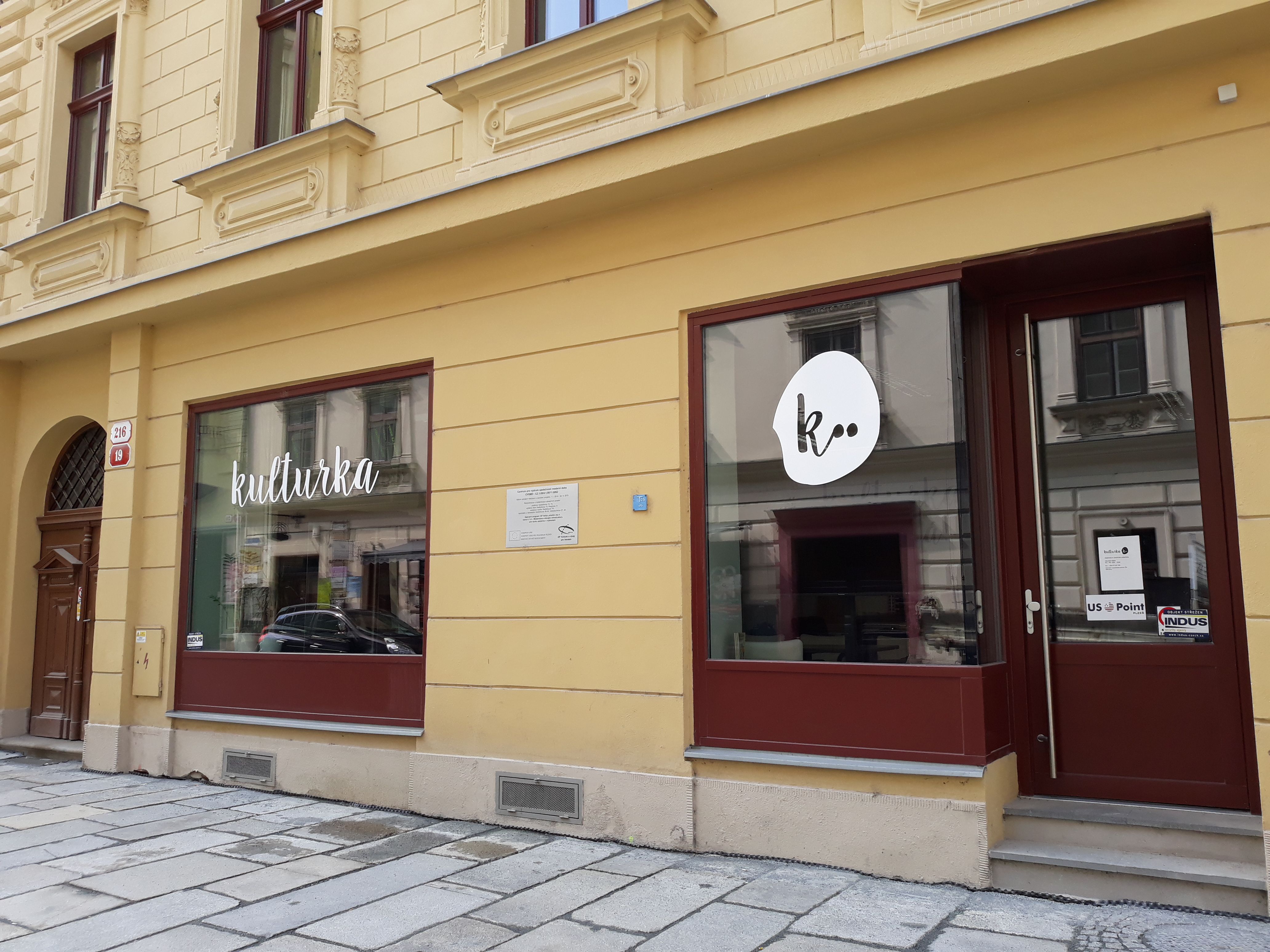
Klubovna a univerzitní co-working

#### Kulturka ZČU
Kulturka, kulturní klubovna a univerzitní co-workingové centrum, se nachází přímo v centru města Plzně. Byla otevřená veřejnosti v listopadu 2016, předtím prostory složily Akademickému centru ZČU. Kulturka je dějištěm drobných kulturních akcí, například výstav či design marketu v režii studentů Fakulty designu a umění Ladislava Sutnara, nebo besed a workshopů pod taktovkou studentů a pedagogů Fakulty filozofické a Fakulty právnické. Univerzitní co-working (sousedící s klubovnou) je prostorem určeným primárně pro studenty a zaměstnance ZČU, kteří jej mohou využívat za účelem vlastních pracovních aktivit. Slouží také jako zázemí pro studentské organizace.

#### B-room ZČU
B-room je univerzitní klubovna, která od listopadu 2019 slouží studentům a zaměstnancům ZČU ke studiu, setkávání i odpočinku. B-room je místem konání formálních i neformálních akcí, mj. kurzů pro zaměstnance či interaktivních workshopů pro studenty. B-room se nachází naproti HelpDesku CIVu (UI203).

## Projektová činnost
IPC se dlouhodobě věnuje projektové činnosti zaměřené na rozvoj poradenských služeb a podporu uchazečů a studentů. V rámci projektů jsou realizovány vzdělávací, motivační a adaptační aktivity. Jednou z nich je Rok jedna ZČU. Tato akce cílí na studenty prvních ročníků a pomáhá jim se v nové studijní a životní etapě zorientovat a předejít zároveň i jejich studijní neúspěšnosti. První ročník akce se uskutečnil v září 2018. Od roku 2020 byly aktivity v rámci Roku jedna ZČU rozšířeny o pořádání tematických akcí i během samotného akademického roku.
IPC také podporuje spolupráci se základními a středními školami, regionálními organizacemi a institucemi. Od roku 2018 realizuje každoročně konferenci Dobrá praxe. Výstupem projektové činnosti je např. také portál Vzděláváním bez bariér, který obsahuje široké spektrum vzdělávacích a podpůrných materiálů pro práci a komunikaci se žáky se speciálními vzdělávacími potřebami nebo DVD, na kterém je žákům ZŠ a SŠ představen život jejich spolužáků potýkajících se se sluchovou či zrakovou vadu, příp. s duševní poruchou. Projekt Vzděláváním bez bariér získal ocenění Národní cena kariérového poradenství 2020.
V říjnu 2018 se ZČU prostřednictvím IPC zapojila do projektu Strom Olgy Havlové, kdy bylo v součinnosti s organizátorem projektu Výborem dobré vůle – Nadace Olgy Havlové vysazeno 85 stromů k příležitosti 85. výročí od narozené této první dámy. Do projektu se zapojilo 85 obcí a dalších institucí, nejčastěji škol nebo organizací, které se zabývají sociálními službami.